# 小原拳哉
小原 拳哉（こはら けんや、1994年8月29日 - ）は、日本の柔道家。東京都出身。階級は81kg級。身長176cm。血液型はO型。段位は四段。組み手は左組み。得意技は大外刈。

## 経歴
柔道は10歳の時に講道館にある春日柔道クラブで始めた。同期には後にリオデジャネイロオリンピック金メダリストとなるベイカー茉秋がいた。文京区立第一中学から東海大相模高校に進学すると、高校選手権では2年の時に81kg級で優勝を飾った。団体戦では3位に終わった。3年になると、インターハイでも優勝を果たした。全日本ジュニアでは決勝で筑波大学1年の永瀬貴規にGSに入ってから技ありを取られて2位に終わった。続く講道館杯では準々決勝で國學院大學職員の川上智弘を破るなどして、高校生ながら3位となった。
2013年に東海大学へ進学すると、1年の時には体重別で3位に入った。優勝大会では優勝を飾った。全日本ジュニアでは優勝すると、世界ジュニアでは準決勝まで全て一本勝ちするも、決勝でギリシャのアレキシオス・ンタナチディスに合技で敗れて2位にとどまった。体重別団体では決勝の筑波大学戦で永瀬に敗れてチームも2位に終わった。講道館杯では3位となった。2年の時には体重別団体で優勝した。3年の時にはユニバーシアードの個人戦では3位にとどまったものの、団体戦では決勝で地元韓国の元73kg級世界チャンピオンである王己春を技ありで破るなどしてチームの優勝に貢献した。学生体重別では決勝で国士舘大学3年の佐藤正大に技ありで破れて2位にとどまった。講道館杯では3度目の3位となった。4年の時にはアジア選手権の個人戦は2回戦で敗れるも、団体戦では3位になった。優勝大会では優勝するが、体重別団体では2位にとどまった。講道館杯では3位に入った。2017年のグランドスラム・バクーでは3位に終わった。
2017年からはパーク24の所属となった。講道館杯では決勝で筑波大学2年の佐々木健志に腕挫十字固で敗れて2位に終わった。グランドスラム・東京では3回戦で敗れた。2018年のグランプリ・チュニスでは3位だった。アジアオープン・台北ではオール一本勝ちで優勝した。8月のグランプリ・ブダペストでは決勝でロシアのアラン・フベツォフに袖釣込腰で敗れて2位にとどまった。11月の講道館杯では決勝で自衛隊体育学校の佐藤を技ありで破って優勝した。続くグランドスラム・大阪では決勝まで進むも、佐々木にGSに入った直後に崩袈裟固で敗れて2位に終わった。2019年2月のグランドスラム・パリでは2回戦で世界チャンピオンであるイランのサイード・モラエイに袈裟固で敗れた。11月の講道館杯では決勝で国士舘大学3年の友清光に技ありで敗れて2位にとどまった。2020年10月の講道館杯では決勝で同僚の丸山剛毅を技ありで破って、今大会2年ぶりの優勝を飾った。2022年4月の体重別では準決勝で東京オリンピック金メダリストとなった旭化成の永瀬に技ありで敗れて3位に終わった。続く全日本選手権では2回戦で前年3位の旭化成の垣田恭兵を巴投で破るなどして、81kg級の選手ながら準々決勝まで進むも、JRAの影浦心に横四方固で敗れて5位にとどまった。10月の講道館杯では決勝で日体大3年の北條嘉人に反則勝ちして、今大会3度目の優勝を飾った。12月のグランドスラム・東京では準決勝で旭化成の藤原崇太郎に反則勝ちすると、決勝では今まで一度も勝てなかった永瀬を技ありで破って優勝を飾った。2023年2月にはグランドスラム・パリに出場するも、3回戦で世界チャンピオンであるジョージアのタト・グリガラシビリに技ありで敗れた。4月の体重別では初戦で帝京平成大学4年の老野祐平に技ありで敗れた。続く全日本選手権では初戦で長府工産の原沢久喜に技ありで敗れたが、終了間際に有効を取り返す健闘を見せた。 6月の実業団体では2位に終わった。続くグランドスラム・ウランバートルでは、初戦で元世界チャンピオンであるベルギーのマティアス・カスを技ありで破るなどして決勝まで進むと、韓国の李俊奐を合技で破って優勝した。8月のワールドマスターズでは準々決勝でカスに反則負けを喫すると、その後の3位決定戦でもグリガラシビリに技ありで敗れて5位に終わった。9月のグランドスラム・バクーでは準々決勝でウズベキスタンのヌルベク・ムルトゾエフに小外掛で敗れるも、その後の敗者復活戦を勝ち上がって3位になった。2024年2月のグランドスラム・パリでは初戦でウクライナのミハイロ・スビドラクに小外刈で敗れた。4月の体重別では3位だった。
IJF世界ランキングは2738ポイント獲得で19位(25/6/9現在)。

## 戦績
- 2006年 - 全国小学生学年別柔道大会 45kg級 5位
- 2012年 - 全国高校選手権 個人戦 優勝 団体戦 3位
- 2012年 - 金鷲旗 3位
- 2012年 - インターハイ 優勝
- 2012年 - 全日本ジュニア 2位
- 2012年 - 国体 少年男子の部 3位
- 2012年 - 講道館杯 3位
- 2012年 - エクサンプロヴァンスジュニア国際 優勝
- 2013年 - ベルギー国際 3位
- 2013年 - 体重別 3位
- 2013年 - 優勝大会 優勝
- 2013年 - 全日本ジュニア 優勝
- 2013年 - 世界ジュニア 個人戦 2位 団体戦 3位
- 2013年 - 体重別団体 2位
- 2013年 - 講道館杯 3位
- 2014年 - 体重別団体 優勝
- 2015年 - ユニバーシアード 個人戦 3位 団体戦 優勝
- 2015年 - 学生体重別 2位
- 2015年 - 講道館杯 3位
- 2016年 - アジア選手権 団体戦 3位
- 2016年 - 優勝大会 優勝
- 2016年 - 体重別団体 2位
- 2016年 - 講道館杯 3位
- 2017年 - グランドスラム・バクー 3位
- 2017年 - 講道館杯 2位
- 2018年 - グランプリ・チュニス 3位
- 2018年 - アジアオープン・台北 優勝
- 2018年 - グランプリ・ブダペスト 2位
- 2018年 - 講道館杯 優勝
- 2018年 - グランドスラム・大阪 2位
- 2019年 - 実業団体 2位
- 2019年 - 講道館杯 2位
- 2020年 - 講道館杯 優勝
- 2022年 - 体重別 3位
- 2022年 - 全日本選手権 5位
- 2022年 - 実業団体 3位
- 2022年 - 講道館杯 優勝
- 2022年 - グランドスラム・東京 優勝
- 2023年 - 実業団体 2位
- 2023年 - グランドスラム・ウランバートル 優勝
- 2023年 - ワールドマスターズ 5位
- 2023年 - グランドスラム・バクー 3位
- 2024年 -　体重別　3位
- 2024年 -　国スポ　3位
- 2025年 - シニア体重別　3位
- 2025年 - 実業団体　2位

（出典、JudoInside.com）